# Anse Bell Ravine
Die Anse Bell Ravine ist ein kleiner Bach an der Westküste von Dominica. Er verläuft im Parish St. John und mündet in der Anse Bell (Marceau Bay) ins Karibische Meer.

## Geographie
Die Anse Bell Ravine ist einer von mehreren kleinsten Bächen die im Gebiet von Café Estate (⊙) entspringen. Er fließt an steilem Hang nach Westen und mündet nach wenigen hundert Metern in die Anse Bell (Marceau Bay). Nach Norden schließt sich das Einzugsgebiet des Marceau Bay Gutters an, südlich verläuft der Clifton River.